# SyNAPSE

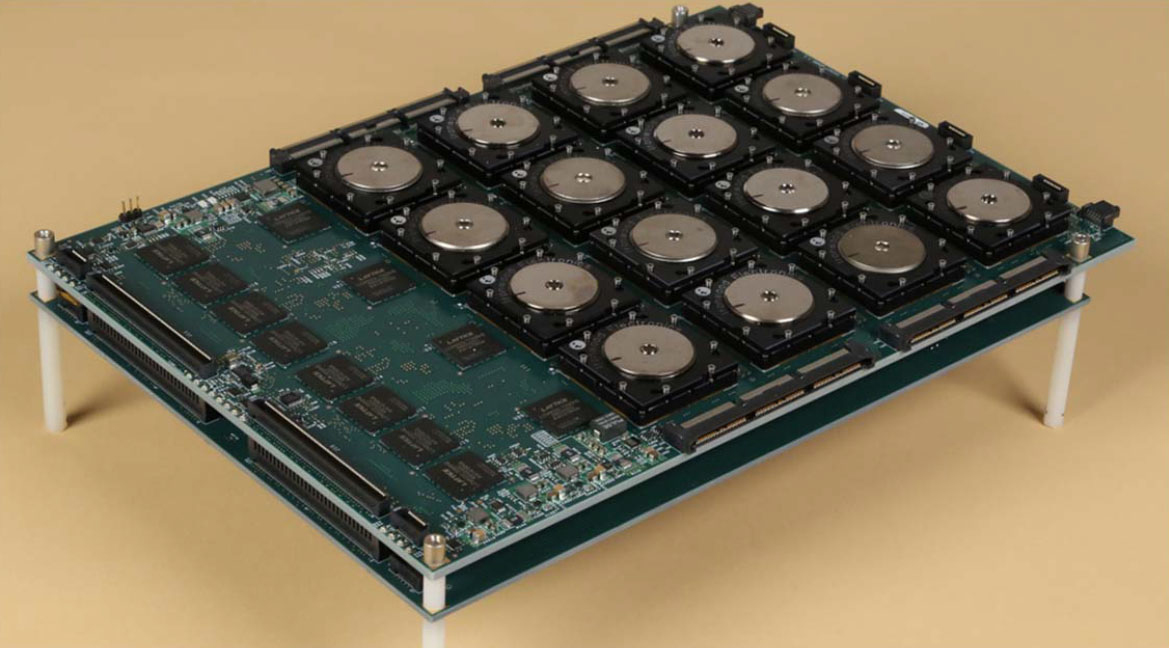
開発されたSynNAPSEチップの4×4アレイを備えた回路基板。各チップは100万個の電子「ニューロン」と、2億5600万個のニューロン間 – 電子シナプスを持つ。28nmプロセス技術に基づいて構築された、54億個のトランジスタ・チップは、as of 2014でこれまでに製造されたチップの中で最も多くのトランジスタ数を備えている。

SyNAPSEは、電子ニューロモーフィック・マシン技術の開発を目的としたDARPAプログラムであり、哺乳類の脳に似た形状、機能、アーキテクチャを備えた新しい種類のコグニティブ・コンピュータを構築する試みである。このような人工脳は、ニューロンとシナプスの総数およびそれらの接続性の観点から、神経システムのサイズに応じて知能が拡張されるロボットに使用されるであろう。
SyNAPSEは、Systems of Neuromorphic Adaptive Plastic Scalable Electronics を表すバクロニムである。この名前は生物学的ニューロン間 – 接合部であるシナプスを暗示する。このプログラムは、HRLラボラトリーズ（HRL）、ヒューレット・パッカード、IBMリサーチによって実施されている。2008年11月、IBMとその協力者はDARPAから490万ドルの資金を獲得する一方、HRLとその協力者はDARPAから590万ドルの資金を獲得した。プロジェクトの次の段階では、DARPAがIBMの取り組みにさらに1610万ドルを追加した一方、HRLはさらに1070万ドルを受け取った。2011年に、DARPAはIBMプロジェクトにさらに2100万ドルを追加し、さらに 1790万ドルがHRLプロジェクトに追加された。IBMのSyNAPSEチームはIBMコグニティブ・コンピューティング・イニシアチブのマネージャーである、ダルメンドラ・モダによって率いられている。HRLのSyNAPSEチームはHRL神経創発システムセンターのマネージャーである、ナラヤン・スリニバサによって率いられている。
SyNAPSEプログラムの初期段階では、生物学的システムで見られるものと同様の方法（ヘビアン学習）で2つのニューロン間の接続強度を適応させることができるナノメートル・スケールの電子シナプス・コンポーネントが開発された、そしてシステム全体のアーキテクチャをサポートする中核マイクロ回路におけるこれらのシナプス的コンポーネントの有用性をシミュレートした。
継続的な取り組みは、マイクロ回路開発、製造プロセス開発、シングルチップシステム開発、マルチチップシステム開発の段階を通じてハードウェア開発に焦点を当てる。これらのハードウェア開発をサポートするために、本プログラムはアーキテクチャと設計ツールの能力、設計者とハードウェア製造後の検証用に情報を与えるためのニューロモーフィック電子システムの超大規模コンピュータ・シミュレーション、そしてシミュレートされたモノと実物のニューロモーフィックシステムをトレーニングおよびテストするための仮想環境をどんどん開発することを求めている。

## 公開された製品のハイライト
- クロックレス動作（英語版）（イベント駆動）、リアルタイム動作時の消費電力は70mW、電力密度は20mW/cm²[4]
- 54億個のトランジスタが、サムスンの28nmプロセス技術で製造される
- 100万個のニューロンと2億5600万個のシナプスが2Dアレイによって4096個のニューロシナプスコアにネットワーク化され、すべてプログラム可能
- 各コアモジュールはメモリ、計算、通信を統合し、イベント駆動型、並列型、フォールトトレラント方式で動作する。

## 参加者
以下の人々および機関がDARPA SyNAPSEプログラムに参加している:
ダルメンドラ・モダ率いるIBMチームは
- スタンフォード大学: ブライアン A. ワンデル（英語版）、H.-S. フィリップ・ウォン（英語版）
- コーネル大学: ラジット・マノハール（英語版）
- コロンビア大学 : ステファノ・フシ（英語版）
- ウィスコンシン大学マディソン校: ジュリオ・トノーニ
- カリフォルニア大学マーセド校（英語版）: クリストファー・ケロ（英語版）
- iniLabs GmbH: トビ・デルブリュック（英語版） [6]
- IBMリサーチ: ラージゴパル・アナンタナラヤン（英語版）、リーランド・チャン（英語版）、ダニエル・フリードマン（英語版）、クリストフ・ハグレイトナー（英語版）、ビュレント・クルディ（英語版）、チュン・ラム（英語版）、ポール・マグリオ（英語版）、ダルメンドラ・モダ、ステュアート・パーキン、ビピン・ラジェンドラン（英語版）、ラガベンドラ・シン（英語版）

ナラヤン・スリニバサ率いるHRLチームは
- HRLラボラトリーズ（英語版）: ナラヤン・スリニバサ、ホセ・クルス＝アルブレヒト（英語版）、ダナ・ウィーラー（英語版）、タヒル・フセイン（英語版）、シュリ・サティヤナラーヤナ（英語版）、ティム・デロジャー（英語版）、ヨンクワン・チョー（英語版）、コーリー・ティボー（英語版）、マイケル・オブライエン（英語版）、マイケル・ユング（英語版）、カール・ドッケンドルフ（英語版）、ヴィンセント・デ・サピオ（英語版）、チン・ジャン（英語版）、スハス・チェリアン（英語版）
- ボストン大学: マッシミリアーノ・ヴェルサーチ（英語版）、スティーブン・グロスバーグ（英語版）、ゲイル・カーペンター（英語版）、ヨンチアン・カオ（英語版）、プラヴィーン・ピリー（英語版）
- 神経科学研究所: ジェラルド・エデルマン（英語版）、アイナー・ガル（英語版）、ジェイソン・フライシャー（英語版）
- ミシガン大学: ウェイ・ユー（英語版）
- ジョージア工科大学: ジェニファー・ハスラー（英語版）
- カリフォルニア大学アーバイン校: ジェフ・クリチマー（英語版）
- ジョージ・メイソン大学: ジョルジョ・アスコリ（英語版）、アレクセイ・サムソノビッチ（英語版）
- ポートランド州立大学: クリストファー・トイッシャー（英語版）
- スタンフォード大学: マーク・シュニッツァー（英語版）
- セット・コーポレーション: クリス・ロング（英語版）